# Recopa Sul-Americana de 2007
A Recopa Sul-Americana de 2007 foi a 14.ª edição do torneio, disputada em dois jogos de ida e volta entre o brasileiro Internacional (vencedor da Copa Libertadores da América de 2006) e o mexicano Pachuca (vencedor da Copa Sul-Americana 2006). O Internacional sagrou-se campeão.

## Participantes
| Clube         | Cidade       | Classificação                                   | Participação |
| ------------- | ------------ | ----------------------------------------------- | ------------ |
| Internacional | Porto Alegre | Campeão da Copa Libertadores da América de 2006 | 1ª           |
| Pachuca       | Pachuca      | Campeão da Copa Sul-Americana de 2006           | 1ª           |

## Finais
1° jogo
| 31 de maio de 2007 | Pachuca         | 2 – 1     | Internacional     | Hidalgo, Pachuca (México)                                                            |
| 21:30 (UTC-6)      | Giménez 17' 80' | Relatório | Alexandre Pato 4' | Público: 11,180 Árbitro: Carlos Chandía Auxiliares: Lorenzo Acuña e Manuel Rodríguez |

| Pachuca | Internacional |

| PACHUCA:      |    |            |     |      |
|               |    |            |     |      |
| G             | 1  | Calero (C) |     |      |
| Z             | 2  | López      |     |      |
| Z             | 3  | Mosquera   | 40' |      |
| Z             | 21 | Pinto      | 83' |      |
| LD            | 22 | Aguilar    |     |      |
| V             | 6  | Correa     |     | 55a' |
| V             | 8  | Caballero  |     |      |
| M             | 7  | Álvarez    |     |      |
| LE            | 13 | Salazar    |     |      |
| A             | 19 | Giménez    |     | 85'  |
| A             | 9  | Landín     | 30' | 55b' |
| Substituição: |    |            |     |      |
| M             | 16 | Rodríguez  |     | 55a' |
| A             | 11 | Cacho      |     | 55b' |
| A             | 17 | Arellano   |     | 85'  |
| Treinador:    |    |            |     |      |
| Enrique Meza  |    |            |     |      |

| INTERNACIONAL:  |    |                     |     |     |
|                 |    |                     |     |     |
| G               | 12 | Clemer              |     |     |
| LD              | 2  | Ceará               |     |     |
| Z               | 13 | Sidnei              |     |     |
| Z               | 6  | Mineiro             | 60' |     |
| LE              | 23 | Rubens Cardoso      |     |     |
| V               | 8  | Edinho              | 68' |     |
| V               | 5  | Wellington Monteiro | 21' |     |
| V               | 17 | Maycon              |     |     |
| M               | 21 | Pinga               |     | 80' |
| M               | 9  | Fernandão (C)       |     | 77' |
| A               | 11 | Alexandre Pato      |     | 61' |
| Substituição:   |    |                     |     |     |
| A               | 10 | Iarley              |     | 61' |
| A               | 18 | Christian           |     | 77' |
| V               | 16 | Perdigão            |     | 80' |
| Treinador:      |    |                     |     |     |
| Alexandre Gallo |    |                     |     |     |

2° jogo
| 7 de junho de 2007 | Internacional                                                    | 4 – 0     | Pachuca | Beira-Rio, Porto Alegre (RS)                                                      |
| 21:50 (UTC−3)      | Alex 30' (P) · Pinga 50' · Alexandre Pato 64' · Mosquera 77' (C) | Relatório |         | Público: 47,944 Árbitro: Sergio Pezzotta Auxiliares: Ricardo Casas e Wálter Vélaz |

| Internacional | Pachuca |

| INTERNACIONAL:  |    |                     |     |     |
|                 |    |                     |     |     |
| G               | 12 | Clemer              |     |     |
| LD              | 2  | Ceará               |     |     |
| Z               | 3  | Índio               |     |     |
| Z               | 13 | Sidnei              | 62' | 80' |
| LE              | 23 | Rubens Cardoso      | 40' | 64' |
| V               | 8  | Edinho (C)          |     |     |
| V               | 5  | Wellington Monteiro |     |     |
| M               | 15 | Alex                | 58' |     |
| M               | 21 | Pinga               |     | 84' |
| A               | 10 | Iarley              | 45' |     |
| A               | 11 | Alexandre Pato      |     |     |
| Substituição:   |    |                     |     |     |
| V               | 17 | Maycon              |     | 64' |
| Z               | 6  | Mineiro             |     | 80' |
| V               | 16 | Perdigão            |     | 84' |
| Treinador:      |    |                     |     |     |
| Alexandre Gallo |    |                     |     |     |

| PACHUCA:      |    |            |                                   |     |
|               |    |            |                                   |     |
| G             | 1  | Calero (C) |                                   |     |
| Z             | 2  | López      |                                   |     |
| Z             | 3  | Mosquera   |                                   |     |
| Z             | 21 | Pinto      | Penalizado · Penalizado · Expulso |     |
| LD            | 14 | Cabrera    |                                   | 79' |
| V             | 6  | Correa     |                                   |     |
| V             | 8  | Caballero  |                                   |     |
| M             | 10 | Chitiva    |                                   | 60' |
| LE            | 13 | Salazar    |                                   | 46' |
| A             | 19 | Giménez    |                                   |     |
| A             | 11 | Cacho      |                                   |     |
| Substituição: |    |            |                                   |     |
| M             | 7  | Álvarez    |                                   | 46' |
| A             | 9  | Landín     |                                   | 60' |
| M             | 16 | Rodríguez  |                                   | 79' |
| Treinador:    |    |            |                                   |     |
| Enrique Meza  |    |            |                                   |     |

| Recopa Sul-Americana 2007         |
| --------------------------------- |
| Internacional Campeão (1º título) |

## Artilharia
2 gols
- Christian Giménez
- Alexandre Pato

1 gol
- Alex Raphael
- Pinga
- Mosquera

## Assistência
2 Assistências
- Rubens Cardoso

1 Assistência
- Wellington Monteiro
- Juan Carlos Cacho
- Luis Ángel Landín